# Майерс, Вальтер
Вальтер Майерс (исп. Walter Myers; 23 января 1891 года, Панама — 8 декабря 1973) — панамский виолончелист и дирижёр.
Учился в Панаме у Нарсисо Гарая. В 1910-20-е гг. выступал преимущественно как ансамблист, особенно в составе струнного квартета, а также вёл педагогическую работу (будучи, в частности, одним из первых наставников Герберта де Кастро). В 1941 г., когда под руководством Кастро был создан Национальный симфонический оркестр Панамы, вошёл в число членов-учредителей, а в 1944 г., с отъездом Кастро в США, возглавил коллектив и руководил им до 1953 г. Выступал также как оперный дирижёр. Одновременно с 1941 г. профессор виолончели в Панамской консерватории. В 1958 г. удостоен панамским правительством Ордена Бальбоа.
Был женат на дочери композитора Сантоса Хорхе Аматриаина (автора панамского национального гимна).